# Frederik Børsting
Frederik Børsting (Klarup, 1995. február 13. –) dán korosztályos válogatott labdarúgó, a norvég Brann csatárja.

## Pályafutása

### Klubcsapatokban
Børsting a dániai Klarup községben született. Az ifjúsági pályafutását az Aalborg akadémiájánál kezdte.
2014-ben mutatkozott be az Aalborg első osztályban szereplő felnőtt keretében. 2022. március 11-én négyéves szerződést kötött a norvég másodosztályban szereplő Brann együttesével. Először a 2022. április 3-ai, Ranheim ellen 4–0-ra megnyert mérkőzésen lépett pályára. Első gólját 2022. május 16-án, a Sandnes Ulf ellen hazai pályán 3–0-ás győzelemmel zárult találkozón szerezte meg. A 2022-es szezonban feljuttotak az első osztályba.

### A válogatottban
Børsting az U19-es, az U20-as, az U21-es és az U23-as korosztályú válogatottakban is képviselte Dániát. 2016-ban tagja volt az olimpiára küldött nemzeti keretnek is.

## Statisztikák
2023. április 22. szerint
| Klub     | Szezon   | Osztály          | Bajnokság | Bajnokság | Kupa  | Kupa | Nemzetközi | Nemzetközi | Összesen | Összesen |
| Klub     | Szezon   | Osztály          | Meccs     | Gól       | Meccs | Gól  | Meccs      | Gól        | Meccs    | Gól      |
| -------- | -------- | ---------------- | --------- | --------- | ----- | ---- | ---------- | ---------- | -------- | -------- |
| Aalborg  | 2014–15  | Danish Superliga | 19        | 1         | 1     | 0    | 3          | 0          | 23       | 1        |
| Aalborg  | 2015–16  | Danish Superliga | 29        | 2         | 3     | 1    | —          | —          | 32       | 3        |
| Aalborg  | 2016–17  | Danish Superliga | 29        | 4         | 0     | 0    | —          | —          | 29       | 4        |
| Aalborg  | 2017–18  | Danish Superliga | 32        | 3         | 4     | 4    | —          | —          | 36       | 7        |
| Aalborg  | 2018–19  | Danish Superliga | 23        | 1         | 2     | 0    | —          | —          | 25       | 1        |
| Aalborg  | 2019–20  | Danish Superliga | 30        | 4         | 5     | 1    | —          | —          | 35       | 5        |
| Aalborg  | 2020–21  | Danish Superliga | 30        | 2         | 2     | 0    | —          | —          | 32       | 2        |
| Aalborg  | 2021–22  | Danish Superliga | 17        | 0         | 3     | 1    | —          | —          | 20       | 1        |
| Aalborg  | Összesen | Összesen         | 209       | 17        | 20    | 7    | 3          | 0          | 232      | 24       |
| Brann    | 2022     | OBOS-ligaen      | 30        | 4         | 2     | 0    | —          | —          | 32       | 4        |
| Brann    | 2023     | Eliteserien      | 3         | 1         | 2     | 0    | —          | —          | 5        | 1        |
| Brann    | Összesen | Összesen         | 33        | 5         | 4     | 0    | 0          | 0          | 37       | 5        |
| Összesen | Összesen | Összesen         | 242       | 22        | 24    | 7    | 3          | 0          | 269      | 29       |

## Sikerei, díjai
Aalborg
- Dán Kupa
  - Döntős (1): 2019–20

Brann
- OBOS-ligaen
  - Feljutó (1): 2022

- Norvég Kupa
  - Győztes (1): 2022–23